# ماریام گومباسیان
ماریام گومباسیان (ارمنی: Մարիամ Գումբասյան؛ انگلیسی: Maryam Goumbassian زاده ۱۸۳۱ – درگذشته ۱۹۰۹) بازیگر تئاتر ارمنی‌تبار اهل امپراتوری عثمانی بود. وی بین سال‌های ۱۸۶۲ تا ۱۸۸۴ میلادی فعالیت می‌کرد.

## زندگی‌نامه
وی با نام اصلی ماریام تساغیکیان (ارمنی: ՄարիամԾաղիկյան) در ۱۸۳۱ در کنستانتینوپل به دنیا آمد . وی در ۱۹۰۹ در سن ۷۸ سالگی درگذشت.